# Желтолицый мино
Желтолицый мино (лат. Mino dumontii) — вид певчих птиц семейства скворцовых. Подвидов не выделяют.

## Описание
Желтолицый мино достигает длины 23—26 см. Половой диморфизм отсутствует. На голове короткие чёрные перья с голубовато-фиолетовым отливом на лбу и у основания надклювья. Большая часть головы лишена оперения, голая кожа желтовато-оранжевого цвета. Жёлтый цвет образует широкую повязку вокруг глаза и за ним, а также простирается до подбородка и по бокам горла. Шея, центральная часть горла и мантия чёрные с фиолетовым отливом. Спина, крылья, грудь и брюхо чёрные с зеленым отливом. Надхвостье белого цвета, нижняя часть брюха золотисто-жёлтая, а кроющие перья подхвостья белые. Короткий квадратный хвост чёрного цвета. Радужная оболочка обычно жёлтая, но в некоторых частях Новой Гвинеи может быть коричневой. Клюв и ноги жёлтые. 

## Распространение
Ареал вида охватывает Новую Гвинею. Там она населяет, прежде всего, дождевые и мангровые леса.

## Образ жизни
Как и большинство скворцовых, желтолицый мино живёт парами или в группах. Это всеядная птица, её рацион состоит преимущественно из плодов и насекомых. Поиски корма ведёт как на земле, так и в кроне деревьев.

## Размножение
О репродуктивном поведении на воле известно мало. В неволе птицы гнездятся чаще несколько раз в год. Гнёзда устраивают в дуплах деревьев или в установленных скворечниках и выстилают их сухой травой, щепками деревьев и листьями. В кладке, высиживание которой длится примерно 14 дней, от 2-х до 4-х яиц. Самка принимает бо́льшее участие в высиживании, чем самец. Птенцы появляются голыми и слепыми. Обе родительские птицы кормят их в течение примерно 4-х недель, пока те не станут самостоятельными и не покинут гнездо.